# Reg Thomas
Reg Thomas, wł. Reginald Heber Thomas (ur. 11 stycznia 1907 w Pembroke, zm. 14 marca 1946 w Brownshill w Chalford) – brytyjski lekkoatleta średniodystansowiec, dwukrotny olimpijczyk.
Był Walijczykiem, jednak na igrzyskach olimpijskich startował w reprezentacji Wielkiej Brytanii, a na igrzyskach Imperium Brytyjskiego w 1930 w barwach Anglii, ponieważ Walia nie miała w 1930 własnej federacji lekkoatletycznej.
Wystąpił na igrzyskach olimpijskich w 1928 w Amsterdamie w biegu na 1500 metrów, ale zajął w swym biegu eliminacyjnym 3. miejsce i nie zakwalifikował się do finału.
Zwyciężył w biegu na milę oraz zdobył srebrny medal w biegu na 880 jardów (za Thomasem Hampsonem) podczas igrzysk Imperium Brytyjskiego w 1930 w Hamilton. Nie ukończył biegu eliminacyjnego na 1500 metrów na igrzyskach olimpijskich w 1932 w Los Angeles. Jako reprezentant Walii  zajął 44. miejsce w międzynarodowych mistrzostwach w biegach przełajowych w 1939 w Cardiff.
Podczas meczu międzypaństwowego Niemcy–Wielka Brytania  30 sierpnia 1931 w Kolonii brytyjska sztafeta 4 × 1500 metrów w składzie Aubrey Harris, Harry Hedges, Jerry Cornes oraz Thomas ustanowiła wynikiem 15:55,6 rekord świata w tej konkurencji.
Thomas był mistrzem Wielkiej Brytanii (AAA) w biegu na milę w 1930, 1931 i 1933 oraz wicemistrzem w 1928, a także wicemistrzem w biegu na 880 jardów w 1929.
Dwukrotnie poprawiał rekord Wielkiej Brytanii w biegu na 1500 metrów do czasu 3:54,6, uzyskanego 6 sierpnia 1931 w Sztokholmie.
Służył w Royal Air Force. w latach 30. stacjonował w Egipcie. W 1944 otrzymał Krzyż Sił Powietrznych (miał wówczas stopień flight lieutenant). Zginął w wypadku lotniczym w stopniu squadron leader. Pochowany na cmentarzu w Bath.